# Giovanni Guccia
Giovanni Guccia   (Palerm, 21 d'octubre de 1855 - Palerm, 29 d'octubre de 1914) va ser un matemàtic italià, fundador del Cercle Matemàtic de Palerm.

## Vida i Obra
Guccia, de família aristocràtica, era nebot de Giulio Fabrizio Tomasi di Lampedusa (personatge que sembla haver inspirat el protagonista de la novel·la El Gattopardo) qui era un científic aficionat. Segurament va ser a través d'ell que va conèixer Luigi Cremona qui el va impactar de tal forma que va deixar la Universitat de Palerm, on estudiava matemàtiques, per traslladar-se a la de Roma on ensenyava Cremona.
El 1889 va ser nomenat professor extraordinari de la universitat de Palerm i el 1894 es va convertir en professor titular. Les seves recerques van versar sobre corbes i superfícies.
És conegut, sobre tot, per haver fundat el Circolo Matematico di Palermo el 1884 i haver editat i dirigit la seva revista, els Rendiconti del Circolo Matematico di Palermo, fins a la seva mort el 1914.